# Línea del Sorraia
La Línea del Sorraia, igualmente conocida como Línea del Valle del Sorraia, Línea de Aviz a Coruche, corresponde a dos tramos ferroviarios planeados; el primero entre Fronteira, en el Ramal de Portalegre, y Quinta Grande, en la Línea de Vendas Novas, pasando por Avis, mientras que el segundo, con el mismo nombre, debía unir Lisboa a Ponte de Sor.

## Historia

### Antecedentes
A comienzos del Siglo XX, la región del Valle del Río Sorraia, que contaba con los ayuntamientos de Coruche, Mora y Avis, presentaba varias deficiencias, en términos de infraestructuras de comunicación; así mismo, las carreteras y caminos en todos los ayuntamientos se encontraban en mal estado, siendo bastante antiguas y peligrosas. El principal medio de transporte de carga eran los tradicionales camiones alentejanos, que, debido su reducida capacidad, eran insuficientes para las necesidades de transporte, en los momentos más productivos del año. Estos factores, combinados, volvían caro y deficitario el desplazamiento de mercancías. Por otro lado, las orientaciones de la red ferroviaria nacional hicieron que esta región contase con una deficiente cobertura, contando solo Coruche con acceso al ferrocarril, a través de la Línea de Vendas Novas, que en ese momento se encontraba en construcción. Así, las estaciones más próximas estaban muy distantes de las principales localidades; por ejemplo, la estación más próxima de Mora estaba a unos 40 kilómetros de distancia, y Avis estaba a 30 kilómetros de la Estación de Ponte de Sor, y a 28 kilómetros de la de Chança. Esta condición, unida a las deplorables condiciones en que se encontraban las rutas, suponía un obstáculo al desarrollo económico de la región, especialmente en términos de producción agrícola y forestal.

### Planificación

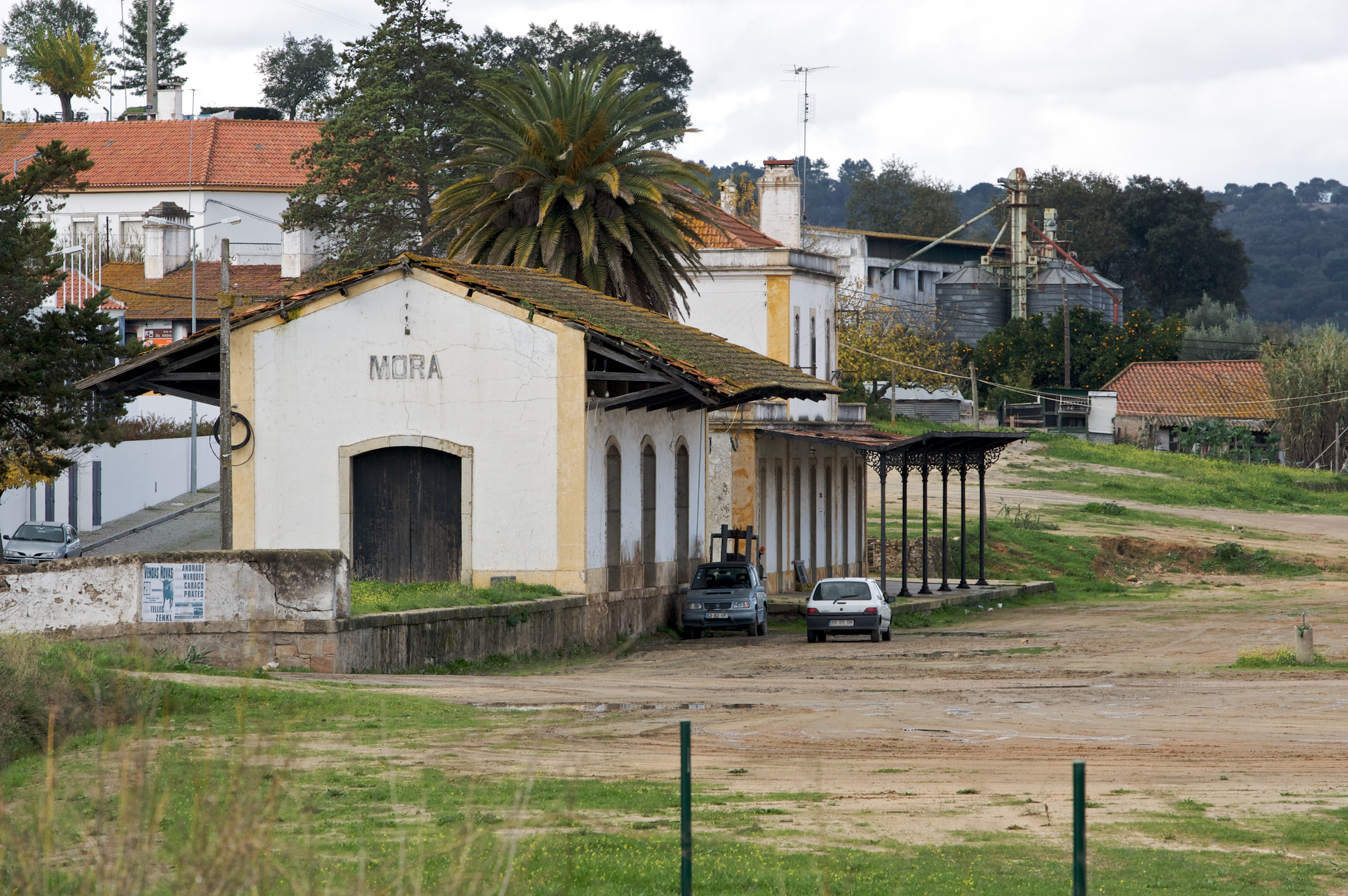
Antiguas instalaciones de la Estación de Mora, en 2009.

En el Plan de la Red Complementario al Sur del Tajo, elaborado en 1899 por una comisión nombrada por el ministro Elvino José de Sousa Brito, estaban incluidas dos líneas de vía estrecha, correspondientes a la Red del Valle del Sorraia; la primera uniría Estremoz a Portalegre, pasando por Sousel, Fronteira, Monte de Vide y la Estación de Portalegre, mientras que la segunda, denominada Línea del Sorraia o Línea del Valle del Sorraia, partiría de la línea anterior en Fronteira, y terminaba en la Estación de Quinta Grande de la Línea de Vendas Novas. Su recorrido pasaría junto a Ervedal, Cabeção, Avis, Maranhão, Mora, y Couço, y habría un tramo en común con la Línea de Ponte de Sor, en el cual pasaría por Mora. El propósito de este ferrocarril sería, principalmente, aliviar los problemas de comunicaciones de la región, y reducir su aislamiento en relación con el transporte ferroviario, no solo en las principales localidades, si no también en los puntos intermedios, como Santa Justa, São Domingos y Couço, que también tenían una cierta importancia; por otro lado, la región en si también poseía una considerable riqueza en términos económicos, principalmente en lo relativo a agricultura, que se esperaba que se viese desarrollada por las mejoras en las comunicaciones.
La elección del tipo de vía fue, en gran parte, motivada por intereses militares, a través de la Comisión Superior de Guerra. La construcción de la línea entre Estremoz y Portalegre podía, no obstante, ser desechada, en caso de ser necesario terminar la conexión entre la Línea de Évora y Ponte de Sor; es decir, esta última tenía prioridad, ya que era en vía ancha, mientras que la línea hasta Portalegre sería en vía estrecha, lo que obligaría a realizar transbordos, y no permitiría el tráfico entre sus localidades. El recorrido original de la línea a Portalegre fue desviado, evitando de esta forma el ir paralelo a la Línea del Este, y, así, no transgredir los derechos de la Compañía Real, pero esto implicó alejarse de Avis. Así, estas dos líneas fueron puestas en el segundo plan, y excluidas del documento definitivo, establecido por un decreto del 15 de noviembre de 1902, y aprobado por otro decreto, del 27 de noviembre. De este modo, en una petición hecha al Ministro de Obras Públicas para la construcción de la Línea del Sorraia, fue respondido que el concurso no podría ser abierto, ya que la línea no estaba incluida en el Plan de la Red, y que la mejor alternativa sería la línea entre Évora y Ponte de Sor (i.y., futuro Ramal de Mora, en el momento del proyecto).
El 8 de febrero de 1903, en una reunión en Avis, fue propuesto por el presidente de la cámara, Augusto de Mesquita, formar una empresa o sociedad anónima, para conseguir, por medio de bonos, los medios financieros necesarios para construir el tramo entre aquella localidad y Quinta Grande; este tramo, con cerca de 75 kilómetros de extensión, saldría de Quinta Grande y seguiría por la ruta hasta Couço y Monte do Engal, girando, en este punto, hacia el Sur, atravesando la Ribeira da Raia por un puente de mampostería al Norte de Mora, pasaba por Cabeção, y terminaba en Avis. El tramo entre Quinta Grande y Monte del Engal utilizaría el lecho de las rutas, mientras que el resto de la línea sería en vía propia. Fue realizado un cálculo de los gastos de construcción y de explotación y una previsión de las facturas, habiéndose llegado a la conclusión que la línea podría resultar beneficiosa. El 23 de febrero, se realizó, en el salón de la Sociedad Recreativa de Mora, una reunión de los principales propietarios y agricultores, para promover la construcción de la Línea; resolviéndose que sería enviada una representación al Rey, con el fin de que estudiase el trazado de la línea. A comienzos de ese mes, los dos peticionarios Mesquita y Cruz, visitaron Avis, siendo bien recibidos por las poblaciones y por las autoridades; ambos requirieron, igualmente, la continuación de la línea, de Avis hasta Estremoz.
En abril, una comisión, formada por presidentes de Cámara y otros representantes de las autoridades de Coruche, Avis y Mora, grandes propietarios de la región, y varios diputados, fueron a Lisboa como representación ante el Rey, para la construcción de la Línea. La comisión fue recibida por el ministro el día 28, que afirmó estar de acuerdo con el asunto, y que prometió estudiar los proyectos e incluir la línea en el Plan de la Red al Sur del Tajo. La comisión también se encontró con Vasconcellos Porto, ingeniero jefe de la Explotación de la Compañía Real, para pedirle que intercediese ante la empresa, con el fin de que esta no impusiera obstáculos a la construcción de la línea; esta solicitud fue aceptada por el ingeniero, que prometió hacer lo que estuviese a su alcance para ayudar en aquella empresa.
Los habitantes y varias asociaciones públicas y privadas de los ayuntamientos se comprometieron a auxiliar, financieramente y en términos de mano de obra, la construcción de las Líneas del Sorraia y de Portalegre; por ejemplo, la alcaldía de Avis decidió financiar este proyecto con 6 millones de reales, si se utilizase vía ancha, y con 3 millones de reales, en el caso de que se utilizase vía estrecha. Tanto esta como la Cámara de Fronteira prometieron ayudar en las expropiaciones, para hacerlas gratuitas, o a precios razonables.
Así, el gobierno volvió a tener interés en la construcción de estas líneas; y dado que ambas habían sido ya objeto de estudio, pudieron, a instancias de un decreto de octubre de 1898, ser clasificadas e introducidas en el Plan de la Red, lo que fue realizado por un decreto del 7 de mayo de 1903. Se acreditaba que la entrada en funcionamiento de esta conexión reduciría parte del tráfico a la Línea de Évora, pero el Gobierno, apelando al interés general, continuó promoviendo la construcción de esta línea; por otro lado, esta pérdida podría ser, más tarde, compensada cuando fuese abierta la línea hasta Ponte de Sor. Debido a que su recorrido sería casi todo paralelo a parte de la Línea del Este, y que distaba menos de 40 kilómetros de aquel ferrocarril, su construcción solo podría ser realizada con autorización de la Compañía Real de los Caminhos de Ferro Portugueses, en los términos del contrato del 14 de septiembre de 1859. A mediados de ese año, el consejo de administración de la Compañía Real declaró que desistía de sus derechos en relación con la Línea del Sorraia, desde que se reconsideró como punto inicial no solo Fronteira, si no también en Portalegre. En junio, el agente comercial de la Compañía, Patrício dos Reis, examinó la línea, habiendo recorrido todo el trazado y estudiado las condiciones de tráfico.

### Apertura del concurso
El 15 de julio del mismo año, fueron publicadas, por el Ministerio de Obras Públicas, Comercio e Industria, las bases para el concurso para la Línea de Portalegre y para el Ramal de Avis, entre Fronteira y Avis, que sería considerado como el primer tramo de la Línea del Sorraia; el concurso fue realizado el 23 de septiembre. Ambas líneas deberían ser de vía única, en ancho estrecho, debiendo el Ramal de Avis abrir solo después de la entrada en servicio del tramo de Fronteira a la Estación de Portalegre. El anuncio de la apertura de este concurso provocó manifestaciones de agradecimiento por parte de las poblaciones, en Portalegre y en Fronteira. En 1905, fue estudiado el tramo entre Mora y Coruche de este ferrocarril, siendo confirmado que el lugar de enlace tendría que ser en la Estación de Quinta Grande, ya que era imposible hacer la conexión en Coruche.
El contrato de concesión para la Línea de Portalegre y el Ramal de Avis fue firmado el 9 de diciembre, sin garantías de ingresos ni subvenciones kilométricas, con el empresario José Pedro de Matos. Este inició a continuación los estudios, siendo confirmado el inicio del ramal junto a la localidad de Fronteira.

### Fin del proyecto del Ramal de Avis
Posteriormente, se intentó transferir los derechos de la concesión a una empresa francesa, sin éxito, por lo que, el 27 de junio de 1907, un decreto autorizó que el Ramal de Portalegre fuese prolongado, por Castelo de Vide, hasta la Línea de Beira Baixa, y que el proyecto del Ramal de Avis fuese suprimido. El 9 de agosto del mismo año, fue modificada la concesión, ya sin este ramal.

### Reorganización de 1930
El Decreto n.º 18:190, del 28 de marzo de 1930, reorganizó la red ferroviaria nacional, y estableció nuevas bases para los tramos ferroviarios planeados; así, fue reintroducido el Ramal de Avis, en vía ancha, entre Fronteira y la Estación de Cabeção, con una estación en Avis. La Línea del Sorraia fue casi completamente modificada, pasando a ser, así mismo, en ancho ibérico, y se iniciaría en Ponte de Sor y concluiría en Lisboa, pasando por Couço, Quinta Grande, y Alcochete, con una conexión al Ramal del Montijo; la travesía del Río Tajo sería realizada por el Puente de Montijo, de grandes dimensiones.